# Stumper

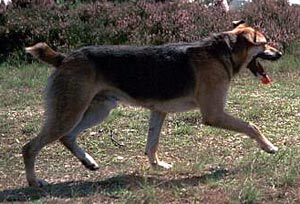
Ein Altdeutscher Hütehund mit angeborener Stummelrute

Stumper ist die Bezeichnung für Hunde aller Schläge der Altdeutschen Hütehunde, die ohne Rute oder mit einer Stummelrute geboren werden.
Die Stummelrute (Brachyurie) ist ein genetischer Fehler. Es sollte deshalb vermieden werden, zwei Hunde mit diesem Gendefekt miteinander zu verpaaren. 
Ein im Auftrag des Bundesministeriums für Ernährung, Landwirtschaft und Verbraucherschutz (BMELV) erstelltes Sachverständigengutachten zur Auslegung des Tierschutzgesetzes in Deutschland bezeichnet die Zucht von Hunden mit Stummelrute unter dem Blickwinkel der Qualzucht als problematisches Zuchtziel und empfiehlt ein Zuchtverbot für Tiere mit weiteren Wirbeldefekten.
Die Interessengemeinschaft Mitteldeutsche Hütehunde (IGMH) hat einen Rassemindeststandard für den Mitteldeutschen Hütehund festgelegt, in dem Rutenanomalien (Stumper) ausdrücklich als Fehler festgehalten sind. Die AAH, die Arbeitsgemeinschaft zur Zucht Altdeutscher Hütehunde, warnt vor der Verpaarung von Stumpern und bezeichnet diese als nach dem deutschen Tierschutzgesetz verboten.